# Propalaeotherium
Propalaeotherium a fost un gen de perisodactile endemice în Europa și Asia în timpul Eocenului timpuriu. În prezent sunt șase specii descoperite din acest gen, cu P. isselanum fiind specia tip (numită de către Georges Cuvier în 1824).